# Alpiner Skieuropacup 2018/19
Die Saison 2018/2019 des Alpinen Skieuropacups begann für die Damen am 30. November 2018 in Funäsdalen und für die Herren am 29. November in Levi. Sie endete am 17. März 2019 in Sella Nevea bzw. Folgaria. Bei den Herren wurden 35 und bei den Damen 34 Rennen ausgetragen.

## Europacupwertungen

### Gesamtwertung
| Rang | Name                 | Land       | Punkte |
| ---- | -------------------- | ---------- | ------ |
| 01   | Simon Maurberger     | Italien    | 745    |
| 02   | Stefan Rogentin      | Schweiz    | 714    |
| 03   | Timon Haugan         | Norwegen   | 600    |
| 04   | Lucas Braathen       | Norwegen   | 592    |
| 05   | Christopher Neumayer | Österreich | 572    |
| 06   | Roy Piccard          | Frankreich | 496    |
| 07   | Davide Cazzaniga     | Italien    | 494    |
| 08   | Stefan Babinsky      | Österreich | 476    |
| 09   | Bjørnar Neteland     | Norwegen   | 406    |
| 10   | Andrea Ballerin      | Italien    | 403    |

| Rang | Name                    | Land        | Punkte |
| ---- | ----------------------- | ----------- | ------ |
| 01   | Elisabeth Reisinger     | Österreich  | 975    |
| 02   | Roberta Melesi          | Italien     | 793    |
| 03   | Kaja Norbye             | Norwegen    | 639    |
| 04   | Marlene Schmotz         | Deutschland | 622    |
| 05   | Michaela Heider         | Österreich  | 618    |
| 06   | Ylva Stålnacke          | Schweden    | 593    |
| 07   | Nathalie Gröbli         | Schweiz     | 509    |
| 08   | Nadia Delago            | Italien     | 496    |
| 09   | Maryna Gąsienica-Daniel | Polen       | 424    |
| 10   | Lara Della Mea          | Italien     | 423    |

### Abfahrt
| Rang | Name                 | Land       | Punkte |
| ---- | -------------------- | ---------- | ------ |
| 1    | Nils Mani            | Schweiz    | 315    |
| 2    | Victor Schuller      | Frankreich | 280    |
| 3    | Davide Cazzaniga     | Italien    | 277    |
| 4    | Christopher Neumayer | Österreich | 246    |
| 5    | Urs Kryenbühl        | Schweiz    | 235    |

| Rang | Name                | Land       | Punkte |
| ---- | ------------------- | ---------- | ------ |
| 1    | Elisabeth Reisinger | Österreich | 526    |
| 2    | Nadia Delago        | Italien    | 445    |
| 3    | Juliana Suter       | Schweiz    | 300    |
| 4    | Nathalie Gröbli     | Schweiz    | 221    |
| 5    | Luana Flütsch       | Schweiz    | 220    |

### Super-G
| Rang | Name                 | Land       | Punkte |
| ---- | -------------------- | ---------- | ------ |
| 1    | Roy Piccard          | Frankreich | 428    |
| 2    | Stefan Rogentin      | Schweiz    | 426    |
| 3    | Stefan Babinsky      | Österreich | 305    |
| 4    | Christopher Neumayer | Österreich | 276    |
| 5    | Gino Caviezel        | Schweiz    | 218    |

| Rang | Name                | Land       | Punkte |
| ---- | ------------------- | ---------- | ------ |
| 1    | Elisabeth Reisinger | Österreich | 340    |
| 2    | Roberta Melesi      | Italien    | 243    |
| 3    | Michaela Heider     | Österreich | 231    |
| 4    | Christina Ager      | Österreich | 215    |
| 4    | Nina Ortlieb        | Österreich | 215    |

### Riesenslalom
| Rang | Name                   | Land     | Punkte |
| ---- | ---------------------- | -------- | ------ |
| 1    | Lucas Braathen         | Norwegen | 560    |
| 2    | Bjørnar Neteland       | Norwegen | 406    |
| 3    | Andrea Ballerin        | Italien  | 381    |
| 4    | Cédric Noger           | Schweiz  | 379    |
| 5    | Fabian Wilkens Solheim | Norwegen | 366    |

| Rang | Name                    | Land        | Punkte |
| ---- | ----------------------- | ----------- | ------ |
| 1    | Kaja Norbye             | Norwegen    | 401    |
| 2    | Roberta Melesi          | Italien     | 392    |
| 3    | Ylva Stålnacke          | Schweden    | 382    |
| 4    | Maryna Gąsienica-Daniel | Polen       | 374    |
| 5    | Marlene Schmotz         | Deutschland | 349    |

### Slalom
| Rang | Name                   | Land     | Punkte |
| ---- | ---------------------- | -------- | ------ |
| 1    | Istok Rodeš            | Kroatien | 350    |
| 2    | Timon Haugan           | Norwegen | 347    |
| 3    | Alexander Choroschilow | Russland | 325    |
| 4    | Simon Maurberger       | Italien  | 323    |
| 5    | Bjørn Brudevoll        | Norwegen | 282    |

| Rang | Name                 | Land        | Punkte |
| ---- | -------------------- | ----------- | ------ |
| 1    | Lara Della Mea       | Italien     | 398    |
| 2    | Gabriela Capová      | Tschechien  | 353    |
| 3    | Marlene Schmotz      | Deutschland | 273    |
| 4    | Emelie Wikström      | Schweden    | 262    |
| 5    | Charlotta Säfvenberg | Schweden    | 245    |

### Kombination
| Rang | Name              | Land        | Punkte |
| ---- | ----------------- | ----------- | ------ |
| 1    | Sam Alphand       | Frankreich  | 109    |
| 2    | Christof Brandner | Deutschland | 100    |
| 2    | Simon Maurberger  | Italien     | 100    |
| 4    | Stefan Rogentin   | Schweiz     | 092    |
| 5    | Raphael Haaser    | Österreich  | 080    |

| Rang | Name                | Land       | Punkte |
| ---- | ------------------- | ---------- | ------ |
| 1    | Nicole Good         | Schweiz    | 160    |
| 2    | Nathalie Gröbli     | Schweiz    | 110    |
| 3    | Elisabeth Reisinger | Österreich | 109    |
| 4    | Anne-Sophie Barthet | Frankreich | 100    |
| 5    | Ida Dannewitz       | Schweden   | 098    |

## Podestplatzierungen Herren

### Abfahrt
| Datum      | Ort               | 1. Platz                                                 | 2. Platz                                                 | 3. Platz                                                 |
| ---------- | ----------------- | -------------------------------------------------------- | -------------------------------------------------------- | -------------------------------------------------------- |
| 11.01.2019 | Wengen (CHE)      | Mattia Casse                                             | Christopher Neumayer                                     | Adrian Smiseth Sejersted                                 |
| 12.01.2019 | Wengen (CHE)      | Rennen abgebrochen und auf den 14. Februar 2019 verlegt. | Rennen abgebrochen und auf den 14. Februar 2019 verlegt. | Rennen abgebrochen und auf den 14. Februar 2019 verlegt. |
| 21.01.2019 | Kitzbühel (AUT)   | Daniel Danklmaier                                        | Nils Mani                                                | Lars Rösti                                               |
| 27.01.2019 | Chamonix (FRA)    | Rennen auf den 29. Januar 2019 verlegt.                  | Rennen auf den 29. Januar 2019 verlegt.                  | Rennen auf den 29. Januar 2019 verlegt.                  |
| 28.01.2019 | Chamonix (FRA)    | Rennen auf den 29. Januar 2019 verlegt.                  | Rennen auf den 29. Januar 2019 verlegt.                  | Rennen auf den 29. Januar 2019 verlegt.                  |
| 29.01.2019 | Chamonix (FRA)    | Victor Schuller                                          | Nils Mani                                                | Arnaud Boisset                                           |
| 29.01.2019 | Chamonix (FRA)    | Victor Schuller                                          | Manuel Traninger                                         | Stefan Rogentin                                          |
| 13.02.2019 | Sarntal (ITA)     | Thomas Biesemeyer                                        | Henri Battilani                                          | Christoph Krenn                                          |
| 14.02.2019 | Sarntal (ITA)     | Christopher Neumayer                                     | Christoph Krenn                                          | Davide Cazzaniga                                         |
| 15.03.2019 | Sella Nevea (ITA) | Urs Kryenbühl                                            | Davide Cazzaniga                                         | Florian Schieder                                         |

### Super-G
| Datum      | Ort                        | 1. Platz                                                            | 2. Platz                                                            | 3. Platz                                                            |
| ---------- | -------------------------- | ------------------------------------------------------------------- | ------------------------------------------------------------------- | ------------------------------------------------------------------- |
| 11.12.2018 | St. Moritz (SUI)           | Rennen auf den 12. Dezember 2018 verlegt.                           | Rennen auf den 12. Dezember 2018 verlegt.                           | Rennen auf den 12. Dezember 2018 verlegt.                           |
| 12.12.2018 | St. Moritz (SUI)           | Marco Odermatt                                                      | Raphael Haaser                                                      | Maximilian Lahnsteiner                                              |
| 12.12.2018 | St. Moritz (SUI)           | Stefan Rogentin                                                     | Marco Odermatt                                                      | Gino Caviezel                                                       |
| 20.12.2018 | Saalbach-Hinterglemm (AUT) | Rennen nach Zauchensee verlegt.                                     | Rennen nach Zauchensee verlegt.                                     | Rennen nach Zauchensee verlegt.                                     |
| 21.12.2018 | Saalbach-Hinterglemm (AUT) | Rennen nach Zauchensee verlegt.                                     | Rennen nach Zauchensee verlegt.                                     | Rennen nach Zauchensee verlegt.                                     |
| 20.12.2018 | Zauchensee (AUT)           | Gino Caviezel                                                       | Stefan Rogentin Roy Piccard                                         |                                                                     |
| 21.12.2018 | Zauchensee (AUT)           | Stefan Babinsky                                                     | Daniel Hemetsberger                                                 | Christopher Neumayer                                                |
| 15.02.2019 | Sarntal (ITA)              | Davide Cazzaniga                                                    | Stefan Babinsky                                                     | Thomas Biesemeyer                                                   |
| 06.03.2019 | Hinterstoder (AUT)         | Rennen abgesagt und auf den 16. März 2019 nach Sella Nevea verlegt. | Rennen abgesagt und auf den 16. März 2019 nach Sella Nevea verlegt. | Rennen abgesagt und auf den 16. März 2019 nach Sella Nevea verlegt. |
| 16.03.2019 | Sella Nevea (ITA)          | Roy Piccard                                                         | Stefan Rogentin                                                     | Christopher Neumayer                                                |
| 17.03.2019 | Sella Nevea (ITA)          | Roy Piccard                                                         | Christopher Neumayer                                                | Daniel Danklmaier                                                   |

### Riesenslalom
| Datum      | Ort                    | 1. Platz                                                              | 2. Platz                                                              | 3. Platz                                                              |
| ---------- | ---------------------- | --------------------------------------------------------------------- | --------------------------------------------------------------------- | --------------------------------------------------------------------- |
| 04.12.2018 | Funäsdalen (SWE)       | Simon Maurberger                                                      | Marco Reymond                                                         | Patrick Feurstein                                                     |
| 05.12.2018 | Funäsdalen (SWE)       | Fabian Wilkens Solheim                                                | Lucas Braathen                                                        | Mathias Graf Maximilian Lahnsteiner                                   |
| 17.12.2018 | Fassatal (ITA)         | Rennen nach Andalo–Paganella verlegt.                                 | Rennen nach Andalo–Paganella verlegt.                                 | Rennen nach Andalo–Paganella verlegt.                                 |
| 18.12.2018 | Fassatal (ITA)         | Rennen nach Andalo–Paganella verlegt.                                 | Rennen nach Andalo–Paganella verlegt.                                 | Rennen nach Andalo–Paganella verlegt.                                 |
| 17.12.2018 | Andalo–Paganella (ITA) | Cédric Noger                                                          | Andrea Ballerin                                                       | Simon Maurberger                                                      |
| 18.12.2018 | Andalo–Paganella (ITA) | Lucas Braathen                                                        | Atle Lie McGrath                                                      | Fabian Wilkens Solheim                                                |
| 14.01.2019 | Reiteralm (AUT)        | Rennen wegen starken Schneefalls abgesagt und nach Kronplatz verlegt. | Rennen wegen starken Schneefalls abgesagt und nach Kronplatz verlegt. | Rennen wegen starken Schneefalls abgesagt und nach Kronplatz verlegt. |
| 17.01.2019 | Kronplatz (ITA)        | Lucas Braathen                                                        | Bjørnar Neteland                                                      | Rasmus Windingstad                                                    |
| 23.01.2019 | Courchevel (FRA)       | Lucas Braathen                                                        | Stefan Brennsteiner                                                   | Patrick Feurstein                                                     |
| 24.01.2019 | Courchevel (FRA)       | Stefan Brennsteiner                                                   | Lucas Braathen                                                        | Andrea Ballerin                                                       |
| 28.02.2019 | Oberjoch (GER)         | Andrea Ballerin                                                       | Erik Read                                                             | Mathias Graf                                                          |
| 01.03.2019 | Oberjoch (DEU)         | Rennen auf den 28. Februar 2019 vorgezogen.                           | Rennen auf den 28. Februar 2019 vorgezogen.                           | Rennen auf den 28. Februar 2019 vorgezogen.                           |
| 07.03.2019 | Hinterstoder (AUT)     | Bjørnar Neteland                                                      | Maximilian Lahnsteiner                                                | Charlie Raposo                                                        |
| 11.03.2019 | Kranjska Gora (SVN)    | Hannes Zingerle                                                       | Stefan Brennsteiner                                                   | Lucas Braathen                                                        |

### Slalom
| Datum      | Ort                 | 1. Platz                                                             | 2. Platz                                                             | 3. Platz                                                             |
| ---------- | ------------------- | -------------------------------------------------------------------- | -------------------------------------------------------------------- | -------------------------------------------------------------------- |
| 29.11.2018 | Levi (FIN)          | Sandro Simonet                                                       | Elias Kolega                                                         | Linus Straßer                                                        |
| 30.11.2018 | Levi (FIN)          | Alex Vinatzer                                                        | Linus Straßer                                                        | Alexander Choroschilow                                               |
| 19.12.2018 | Obereggen (ITA)     | Istok Rodeš                                                          | Giuliano Razzoli                                                     | Elias Kolega                                                         |
| 06.01.2019 | Val-Cenis (FRA)     | Simon Maurberger                                                     | Timon Haugan                                                         | Bjørn Brudevoll                                                      |
| 07.01.2019 | Val-Cenis (FRA)     | Simon Maurberger                                                     | Bjørn Brudevoll                                                      | Atle Lie McGrath                                                     |
| 15.01.2019 | Reiteralm (AUT)     | Rennen wegen starken Schneefalls abgesagt und nach Oberjoch verlegt. | Rennen wegen starken Schneefalls abgesagt und nach Oberjoch verlegt. | Rennen wegen starken Schneefalls abgesagt und nach Oberjoch verlegt. |
| 04.02.2019 | Gstaad (SUI)        | Istok Rodeš                                                          | Alexander Choroschilow                                               | Jonathan Nordbotten                                                  |
| 05.02.2019 | Gstaad (SUI)        | Jonathan Nordbotten                                                  | Timon Haugan                                                         | Istok Rodeš                                                          |
| 01.03.2019 | Oberjoch (DEU)      | Rennen wegen widriger Pistenverhältnisse abgebrochen.                | Rennen wegen widriger Pistenverhältnisse abgebrochen.                | Rennen wegen widriger Pistenverhältnisse abgebrochen.                |
| 02.03.2019 | Oberjoch (DEU)      | Rennen wegen widriger Pistenverhältnisse abgesagt.                   | Rennen wegen widriger Pistenverhältnisse abgesagt.                   | Rennen wegen widriger Pistenverhältnisse abgesagt.                   |
| 12.03.2019 | Kranjska Gora (SVN) | Jonathan Nordbotten                                                  | Alexander Choroschilow                                               | Linus Straßer                                                        |

### Kombination
| Datum      | Ort                | 1. Platz                                      | 2. Platz                                      | 3. Platz                                      |
| ---------- | ------------------ | --------------------------------------------- | --------------------------------------------- | --------------------------------------------- |
| 12.12.2018 | St. Moritz (SUI)   | Rennen abgebrochen.                           | Rennen abgebrochen.                           | Rennen abgebrochen.                           |
| 13.02.2019 | Sarntal (ITA)      | Christof Brandner                             | Sam Alphand                                   | Stefan Rogentin                               |
| 07.03.2019 | Hinterstoder (AUT) | Rennen abgesagt und nach Sella Nevea verlegt. | Rennen abgesagt und nach Sella Nevea verlegt. | Rennen abgesagt und nach Sella Nevea verlegt. |
| 16.03.2019 | Sella Nevea (ITA)  | Simon Maurberger                              | Raphael Haaser                                | Manuel Traninger                              |

### City Event
| Datum      | Ort          | 1. Platz      | 2. Platz      | 3. Platz         |
| ---------- | ------------ | ------------- | ------------- | ---------------- |
| 01.02.2019 | Tignes (FRA) | Pirmin Hacker | Anton Tremmel | Lorenzo Moschini |

## Podestplatzierungen Damen

### Abfahrt
| Datum      | Ort                 | 1. Platz                                     | 2. Platz                                     | 3. Platz                                     |
| ---------- | ------------------- | -------------------------------------------- | -------------------------------------------- | -------------------------------------------- |
| 19.12.2018 | Zauchensee (AUT)    | Nadia Delago                                 | Juliana Suter                                | Johanna Greber                               |
| 19.12.2018 | Zauchensee (AUT)    | Nadia Delago                                 | Elisabeth Reisinger                          | Luana Flütsch                                |
| 20.12.2018 | Zauchensee (AUT)    | Rennen auf den 19. Dezember 2018 vorgezogen. | Rennen auf den 19. Dezember 2018 vorgezogen. | Rennen auf den 19. Dezember 2018 vorgezogen. |
| 17.01.2019 | Fassatal (ITA)      | Elisabeth Reisinger                          | Nadia Delago                                 | Juliana Suter                                |
| 18.01.2019 | Fassatal (ITA)      | Nadia Delago                                 | Juliana Suter                                | Elisabeth Reisinger                          |
| 16.02.2019 | Crans-Montana (SUI) | Elisabeth Reisinger                          | Nina Ortlieb                                 | Ariane Rädler                                |
| 17.02.2019 | Crans-Montana (SUI) | Elisabeth Reisinger                          | Juliana Suter                                | Nina Ortlieb                                 |
| 14.03.2019 | Sella Nevea (ITA)   | Priska Nufer                                 | Nadine Fest                                  | Christina Ager                               |

### Super-G
| Datum      | Ort                  | 1. Platz                                     | 2. Platz                                     | 3. Platz                                     |
| ---------- | -------------------- | -------------------------------------------- | -------------------------------------------- | -------------------------------------------- |
| 06.12.2018 | Kvitfjell (NOR)      | Christina Ager                               | Julia Scheib                                 | Nathalie Gröbli                              |
| 20.12.2018 | Zauchensee (AUT)     | Elisabeth Reisinger                          | Michaela Heider                              | Luana Flütsch                                |
| 21.12.2018 | Zauchensee (AUT)     | Rennen auf den 20. Dezember 2018 vorgezogen. | Rennen auf den 20. Dezember 2018 vorgezogen. | Rennen auf den 20. Dezember 2018 vorgezogen. |
| 29.01.2019 | Les Diablerets (SUI) | Elisabeth Reisinger                          | Nina Ortlieb                                 | Ariane Rädler                                |
| 29.01.2019 | Les Diablerets (SUI) | Elisabeth Reisinger                          | Nina Ortlieb                                 | Roberta Melesi                               |
| 12.03.2019 | Sella Nevea (ITA)    | Roberta Melesi                               | Alice Robinson                               | Michaela Heider                              |

### Riesenslalom
| Datum      | Ort                    | 1. Platz                                                                            | 2. Platz                                                                            | 3. Platz                                                                            |
| ---------- | ---------------------- | ----------------------------------------------------------------------------------- | ----------------------------------------------------------------------------------- | ----------------------------------------------------------------------------------- |
| 30.11.2018 | Funäsdalen (SWE)       | Kristine Gjelsten Haugen                                                            | Thea Louise Stjernesund                                                             | Jasmina Suter                                                                       |
| 01.12.2018 | Funäsdalen (SWE)       | Julia Scheib                                                                        | Maryna Gąsienica-Daniel                                                             | Ylva Stålnacke                                                                      |
| 13.12.2018 | Andalo–Paganella (ITA) | Maryna Gąsienica-Daniel                                                             | Clara Direz                                                                         | Magdalena Fjällström                                                                |
| 14.12.2018 | Andalo–Paganella (ITA) | Maryna Gąsienica-Daniel                                                             | Clara Direz                                                                         | Katharina Liensberger                                                               |
| 11.01.2019 | Göstling Hochkar (AUT) | Rennen wegen akuter Lawinengefahr abgesagt. Wird in Obdach als Slalom nachgetragen. | Rennen wegen akuter Lawinengefahr abgesagt. Wird in Obdach als Slalom nachgetragen. | Rennen wegen akuter Lawinengefahr abgesagt. Wird in Obdach als Slalom nachgetragen. |
| 21.01.2019 | Zinal (SUI)            | Franziska Gritsch                                                                   | Ylva Stålnacke                                                                      | Roberta Melesi                                                                      |
| 22.01.2019 | Zinal (SUI)            | Ylva Stålnacke                                                                      | Roberta Melesi                                                                      | Franziska Gritsch                                                                   |
| 31.01.2019 | Tignes (FRA)           | Lindy Etzensperger                                                                  | Kaja Norbye                                                                         | Michaela Heider                                                                     |
| 09.02.2019 | Berchtesgaden (GER)    | Alice Robinson                                                                      | Kaja Norbye                                                                         | Marte Monsen                                                                        |
| 10.02.2019 | Berchtesgaden (GER)    | Kaja Norbye                                                                         | Alice Robinson                                                                      | Simone Wild                                                                         |
| 02.03.2019 | Jasná (SVK)            | Petra Vlhová                                                                        | Marlene Schmotz                                                                     | Eva-Maria Brem                                                                      |
| 16.03.2019 | Folgaria (ITA)         | Julia Scheib                                                                        | Kaja Norbye                                                                         | Magdalena Fjällström                                                                |

### Slalom
| Datum      | Ort                    | 1. Platz                                                            | 2. Platz                                                            | 3. Platz                                                            |
| ---------- | ---------------------- | ------------------------------------------------------------------- | ------------------------------------------------------------------- | ------------------------------------------------------------------- |
| 03.12.2018 | Trysil (NOR)           | Ylva Stålnacke                                                      | Charlotta Säfvenberg                                                | Charlotte Chable                                                    |
| 04.12.2018 | Trysil (NOR)           | Nastasia Noens                                                      | Lara Della Mea                                                      | Chiara Mair                                                         |
| 12.01.2019 | Göstling Hochkar (AUT) | Rennen wegen akuter Lawinengefahr abgesagt und nach Obdach verlegt. | Rennen wegen akuter Lawinengefahr abgesagt und nach Obdach verlegt. | Rennen wegen akuter Lawinengefahr abgesagt und nach Obdach verlegt. |
| 24.01.2019 | Melchsee-Frutt (SUI)   | Meta Hrovat                                                         | Marlene Schmotz                                                     | Elena Stoffel                                                       |
| 25.01.2019 | Melchsee-Frutt (SUI)   | Marlene Schmotz                                                     | Lara Della Mea                                                      | Charlotta Säfvenberg                                                |
| 04.02.2019 | Obdach (AUT)           | Katharina Huber                                                     | Gabriela Capová                                                     | Emelie Wikström                                                     |
| 05.02.2019 | Obdach (AUT)           | Gabriela Capová                                                     | Emelie Wikström                                                     | Katharina Huber                                                     |
| 10.02.2019 | Berchtesgaden (GER)    | Wird als Riesenslalom ausgetragen                                   | Wird als Riesenslalom ausgetragen                                   | Wird als Riesenslalom ausgetragen                                   |
| 03.03.2019 | Jasná (SVK)            | Petra Vlhová                                                        | Charlie Guest                                                       | Ylva Stålnacke                                                      |
| 17.03.2019 | Folgaria (ITA)         | Charlie Guest                                                       | Lara Della Mea                                                      | Emelie Wikström                                                     |

### Kombination
| Datum      | Ort                  | 1. Platz            | 2. Platz            | 3. Platz        |
| ---------- | -------------------- | ------------------- | ------------------- | --------------- |
| 07.12.2018 | Kvitfjell (NOR)      | Anne-Sophie Barthet | Ida Dannewitz       | Nicole Good     |
| 29.01.2019 | Les Diablerets (SUI) | Nicole Good         | Elisabeth Reisinger | Nathalie Gröbli |

### City Event
| Datum      | Ort          | 1. Platz     | 2. Platz      | 3. Platz      |
| ---------- | ------------ | ------------ | ------------- | ------------- |
| 01.02.2019 | Tignes (FRA) | Marie Lamure | Clara Pijolet | Elsa Fermbäck |